# Holidays in Eden
Holidays in Eden is het zesde studioalbum van Marillion. De titel verwijst naar de titelsong Holdays in Eden over de vlucht tijdens vakantie naar paradijselijker oorden en dan weer terug. Het was het tweede album met zanger Steve Hogarth.

## Inleiding
Dat laatste werd in terugblik gezien als drempel: het zogenaamde "tweede-album-syndroom". Voor een eerste album is meestal tekst en muziek in jaren uitgekristalliseerd; voor een tweede album is er veel minder tijd en voelen sommige artiesten een druk. Het syndroom speelde bij de start voor de opnamen van Holidays in Eden. De band had net de tournee voor Season's End afgerond en toog monter de repetitieruimten in om te oefenen voor de opvolger. Daarbij bleek dat Hogarth min of meer tegenover de band kwam te staan. Hogarth wilde elke dag minstens afsluiten met vooruitgang; de rest van de band had een rustiger idee; iets wat goed is komt wel. Bovendien hadden de vier leden het idee dat Hogarth de band naar een commerciëler richting wilde sturen, hetgeen hij ontkende. Het liep zo hoog op dat de bandleden Hogarth even naar huis stuurden om rustig te worden. EMI Music zag het eerst met lede ogen aan, maar begon na maanden aan te dringen op tempo. De A&R manager uit Manchester werd naar Marillion gestuurd om de heren tot spoed te manen. De hele band kwam weer bij elkaar en die manager wist de neuzen weer dezelfde kant op te krijgen. Tekst en muziek vorderden en de band moest op zoek naar een muziekproducent. Zij opteerden voor Nick Davis of Chris Kimsey (van eerdere opnamen), maar beiden waren bezet. EMI kwam vervolgens met Christopher Neil en sloeg daarbij twee vliegen in één klap. Neil had gewerkt met Mike & the Mechanics en wist een goede balans te krijgen tussen de progressieve rock die Marillion voorstond en commerciële nummers voor de singles (een item van EMI).
Opnieuw doken verschillen van inzicht op, nu tussen band en producer. De band wilde in de ogen van Neil te lang doorzagen over een nummer, terwijl de band vond dat Neil hun beperkte in hun artistieke vrijheden. Er werd opnieuw een balans gevonden en de band stond op het punt de studio in te gaan toen de traditionele Marillion-kerstconcerten er aan kwamen. De band kon enige liedjes die klaar waren op het podium brengen, waaronder Splitering Heart en No One Can. Nadat het weekend was afgerond trok Marillion in januari 1991 de Outside Studio van complex Hook End in en begonnen de opnamen. Deze werden opgehouden door technische mankementen binnen en buiten de studio. Er konden tussen de opnamen voldoende tripjes buiten de studio gehouden worden om te tijd te spenderen.
EMI drong aan op minstens drie singles en die kwamen er ook: Cover My Eyes (Pain and Heaven), No One Can en Dry Land. Volgens Marillion bij een terugblik in 2002 drong EMI wel aan op singles maar deden ze uiteindelijk weinig om die singles te promoten.

## Musici
- Steve Hogarth – zang
- Steve Rothery, gitaren
- Peter Trewavas – basgitaar, achtergrondzang
- Mark Kelly – toetsinstrumenten
- Ian Mosley – drumstel, percussie

## Muziek
| Nr. | Titel                                       | Duur |
| --- | ------------------------------------------- | ---- |
| 1.  | Splintering Heart (Marillion)               | 6:52 |
| 2.  | Cover My Eyes (Pain and Heaven) (Marillion) | 3:55 |
| 3.  | The Party (Marillion)                       | 5:37 |
| 4.  | No One Can (Marillion)                      | 4:40 |
| 5.  | Holidays in Eden (Marillion, John Helmer)   | 5:28 |
| 6.  | Dry Land (Steve Hogart, Colin Woore)        | 4:43 |
| 7.  | Waiting to Happen (Marillion)               | 4:56 |
| 8.  | This Town (Marillion)                       | 3:19 |
| 9.  | The Rakes Progress (Marillion)              | 1:54 |
| 10. | 100 Nights (Marillion)                      | 6:42 |

## Nasleep
Hoewel de singles weinig succesvol waren (meestentijds geen of een lage notering) verkocht het album zo goed dat het de Nederlandse, Duitse, Zweedse, Zwitserse en Britse albumlijsten haalde. Om met de laatste beginnen, de Britse albumlijst noteerde het zeven werken met een piek op plaats 7, ongeveer gelijk aan voorganger Season’s End. In Nederland haalde het eenzelfde pieknotering, maar dan in zestien weken.

## Heruitgaven
In Amerika kwam er in 1992 een andere versie uit met twaalf tracks, de oorspronkelijke tien tracks in een andere volgorde en de twee B-kanten van singles die niet op het album voorkwamen (A Collection en  How Can It Hurt). In 1998 kwam een nieuwe persing op de markt, het album uit 1991 (oorspronkelijke volgorde) kreeg door een nieuwe mastering een betere klankverhouding, bovendien werd een bonusdisc meegeperst met daarop ook ‘’Sympathy’’, een cover uit 1992 van het nummer van Rare Bird. De tweede disc bevatte allerlei alternatieve mixen en demo’s. In 2022 kwam een veel breder opgezet album uit. Het bestond uit een door Stephen Taylor geremixt album, twee cd’s gevuld met een optreden van 30 september 1991 in de Hammersmith Odeon en een Blue Ray disc met eerder genoemde extra disc uit 1998, een concertregistratie voor Rockpalast een videoclips. Die 2022 versie wist opnieuw sommige albumlijsten te halen (België, Hongarije en Polen).